# Емпорія (Вірджинія)
Емпорія (англ. Emporia) — незалежне місто в США,  в штаті Вірджинія. Населення — 5766 осіб (2020).

## Географія
Емпорія розташована за координатами 36°41′46″ пн. ш. 77°32′10″ зх. д. / 36.69611° пн. ш. 77.53611° зх. д. ( 36.696182, -77.535975).  За даними Бюро перепису населення США в 2010 році місто мало площу 18,05 км², з яких 17,85 км² — суходіл та 0,19 км² — водойми.

### Клімат
| Клімат : Емпорія                             | Клімат : Емпорія | Клімат : Емпорія | Клімат : Емпорія | Клімат : Емпорія | Клімат : Емпорія | Клімат : Емпорія | Клімат : Емпорія | Клімат : Емпорія | Клімат : Емпорія | Клімат : Емпорія | Клімат : Емпорія | Клімат : Емпорія | Клімат : Емпорія |
| Показник                                     | Січ.             | Лют.             | Бер.             | Квіт.            | Трав.            | Черв.            | Лип.             | Серп.            | Вер.             | Жовт.            | Лист.            | Груд.            | Рік              |
| Абсолютний максимум, °C                      | 27,2             | 27,8             | 31,7             | 35,0             | 35,0             | 39,4             | 42,8             | 39,4             | 37,8             | 35,6             | 29,4             | 26,7             | 42,8             |
| Середній максимум, °C                        | 9,7              | 11,8             | 16,2             | 21,5             | 25,6             | 29,9             | 31,9             | 31,1             | 27,7             | 22,2             | 17,2             | 11,6             | 21,4             |
| Середній мінімум, °C                         | −2,7             | −1,5             | 2,3              | 7,1              | 12,2             | 17,3             | 20,0             | 18,8             | 15,0             | 8,2              | 3,2              | −1,1             | 8,2              |
| Абсолютний мінімум, °C                       | −20              | −17,8            | −11,1            | −6,1             | 0,0              | 5,0              | 10,0             | 6,7              | 1,1              | −5               | −11,1            | −23,3            | −23,3            |
| Норма опадів, мм                             | 84               | 77               | 96               | 83               | 98               | 93               | 133              | 120              | 103              | 74               | 74               | 82               | 1117             |
| -------------------------------------------- | ---------------- | ---------------- | ---------------- | ---------------- | ---------------- | ---------------- | ---------------- | ---------------- | ---------------- | ---------------- | ---------------- | ---------------- | ---------------- |
| Джерело: The Western Regional Climate Center |                  |                  |                  |                  |                  |                  |                  |                  |                  |                  |                  |                  |                  |

## Демографія
Згідно з переписом 2010 року, у місті мешкало 5927 осіб у 2316 домогосподарствах у складі 1440 родин. Густота населення становила 328 осіб/км².  Було 2565 помешкань (142/км²). 
Расовий склад населення:
| - 62,5 % — чорних або афроамериканців - 32,7 % — білих - 0,7 % — азіатів - 0,3 % — корінних американців - 0,1 % — вихідців з тихоокеанських островів - 2,1 % — осіб інших рас |

До двох чи більше рас належало 1,5 %. Іспаномовні складали 4,4 % від усіх жителів.
За віковим діапазоном населення розподілялося таким чином: 25,8 % — особи молодші 18 років, 57,3 % — особи у віці 18—64 років, 16,9 % — особи у віці 65 років та старші. Медіана віку мешканця становила 37,9 року. На 100 осіб жіночої статі у місті припадало 85,4 чоловіків;  на 100 жінок у віці від 18 років та старших — 79,5 чоловіків також старших 18 років.
Середній дохід на одне домашнє господарство  становив 45 789 доларів США (медіана — 28 601), а середній дохід на одну сім'ю — 57 711 долар (медіана — 42 279). Медіана доходів становила 35 052 долари для чоловіків та 31 397 доларів для жінок. За межею бідності перебувало 34,9 % осіб, у тому числі 52,6 % дітей у віці до 18 років та 24,2 % осіб у віці 65 років та старших.
Цивільне працевлаштоване населення становило 2074 особи. Основні галузі зайнятості: освіта, охорона здоров'я та соціальна допомога — 23,8 %, роздрібна торгівля — 12,7 %, публічна адміністрація — 11,7 %.